# Le Dourn
Le Dourn è un comune francese di 133 abitanti situato nel dipartimento del Tarn nella regione dell'Occitania.

## Società

### Evoluzione demografica
Abitanti censiti